# 50-й розділ Кодексу США
50-й розділ Кодексу США, (англ. Title 50 of the United States Code) — розділ Кодексу Сполучених Штатів Америки, який безпосередньо визначає, у відповідності до зведеної кодифікації федерального законодавства США, питання військового та безпекового характеру в загальній системі національної безпеки країни.

## Зміст
50-й розділ визначає законодавчу базу щодо багатьох галузей діяльності різнорідних структур, їх повноваження, визначення та термінологія деяких аспектів військового та безпекового значення, зокрема війни й національної безпеки.
Кожна з 43 частин 50-го розділу присвячена певній галузі права, що стосується цього напрямку.

## Підрозділи 50-го розділу Кодексу США
- Підрозділ 1 — Рада національної безпеки (англ. Council of National Defense)
- Підрозділ 2 — Комітет артилерії та фортифікації (англ. Board of Ordnance and Fortification)
- Підрозділ 3 — супротивник (англ. Alien Enemies)
- Підрозділ 4 — шпигунство (англ. Espionage)
- Підрозділ 4а — фотографування, креслення, картографія тощо об'єктів військової інсталяції (англ. Photographing, Sketching, Mapping, Etc., Defensive Installations)
- Підрозділ 4b — публікація інформації, що має таємний характер (англ. Disclosure of Classified Information)
- Підрозділ 4c — ядерна зброя та інформація про спеціальні матеріали (англ. Atomic Weapons and Special Nuclear Materials Information Rewards)
- Підрозділ 5 — загальна інформація про арсенали, сховища, озброєння та майно військового значення (англ. Arsenals, Armories, Arms, And War Material Generally)
- Підрозділ 6 — навмисне знищення тощо військових або інших матеріальних засобів, що мають національне значення (англ. Willful Destruction, Etc., Of War Or National-Defense Material)
- Підрозділ 7 — перешкоди у наслідок використання свійських голубів США (англ. Interference With Homing Pigeons Owned by United States)
- Підрозділ 8 — порядок поводження з вибуховими речовинами (англ. Explosives; Manufacture, Distribution, Storage, Use, And Possession Regulated)
- Підрозділ 9 — літальні апарати (англ. Aircraft)
- Підрозділ 10 — гелій (англ. Helium Gas)
- Підрозділ 11 — порядок користування та сплати оренди земель, що використовуються з метою національної (військової) безпеки (англ. Acquisition Of And Expenditures On Land For National-Defense Purposes)
- Підрозділ 12 — судна в територіальних водах США (англ. Vessels In Territorial Waters of United States)
- Підрозділ 13 — повстання (англ. Insurrection)
- Підрозділ 14 — голосування о/с армії та ВМС у воєнний час (англ. Wartime Voting by Land and Naval Forces)
- Підрозділ 15 — національна безпека США (англ. National Security)
- Підрозділ 16 — резерви національного ВПК (англ. Defense Industrial Reserves)
- Підрозділ 17 — озброєння кораблів та суден США (англ. Arming American Vessels)
- Підрозділ 18 — система раннього повітряного оповіщення (англ. Air-Warning Screen)
- Підрозділ 19 — керована зброя (англ. Guided Missiles)
- Підрозділ 20 — аеродинамічні труби (англ. Wind Tunnels)
- Підрозділ 21 — виробництво абаки (англ. Abaca Production)
- Підрозділ 22 — військовий код (анульовний) (англ. Uniform Code of Military Justice)
- Підрозділ 22a — судочинство особового складу ЗС США в іноземних судах (англ. Representation Of Armed Forces Personnel Before Foreign Judicial Tribunals)
- Підрозділ 23 — внутрішня безпека США (англ. Internal Security)
- Підрозділ 24 — структури та інсталяції національної безпеки (англ. National Defense Facilities)
- Підрозділ 25 — Резерв Збройних сил США (англ. Armed Forces Reserve)
- Підрозділ 26 — подарунки для військових (англ. Gifts for Defense Purposes)
- Підрозділ 27 — програма підготовки офіцерів резерву (англ. Reserve Officer Personnel Program)
- Підрозділ 28 — статус військовослужбовців при проходження навчання в навчальних закладах (англ. Status of Armed Forces Personnel Appointed to Service Academies)
- Підрозділ 29 — контрактори структур Національної безпеки США (англ. National Defense Contracts)
- Підрозділ 30 — допомога виборцям, відсутнім в інтересах держави (англ. Federal Absentee Voting Assistance)
- Підрозділ 31 — дорадча комісія з міжурядових зв'язків (англ. Advisory Commission on Intergovernmental Relations)
- Підрозділ 32 — програма хімічної та біологічної зброї (англ. Chemical and Biological Warfare Program)
- Підрозділ 33 — резолюція військової сили (англ. War Powers Resolution)
- Підрозділ 34 — національні небезпечні фактори (англ. National Emergencies)
- Підрозділ 35 — міжнародна економічна допомога в разі надзвичайної ситуації (англ. International Emergency Economic Powers)
- Підрозділ 36 — спостереження за іноземною розвідкою (англ. Foreign Intelligence Surveillance)
- Підрозділ 37 — система заохочення у сфері нацбезпеки (англ. National Security Scholarships, Fellowships, and Grants)
- Підрозділ 38 — звільнення з ЦРУ (англ. Central Intelligence Agency Retirement and Disability)
- Підрозділ 39 — військові збитки (англ. Spoils of War)
- Підрозділ 40 — захист від зброї масового ураження (англ. Defense Against Weapons of Mass Destruction)
- Підрозділ 41 — національна адміністрація з безпеки від ЗМУ (англ. National Nuclear Security Administration)
- Підрозділ 42 — охорона виробництва ядерної енергетики (англ. Atomic Energy Defense Provisions)
- Підрозділ 43 — протидія розповсюдженню зброї масового ураження та тероризму (англ. Preventing Weapons of Mass Destruction Proliferation and Terrorism)